# Roccaforte del Greco
Roccaforte del Greco est une commune italienne de la province de Reggio de Calabre, dans la région Calabre.

## Administration
| Période                                  | Période | Identité | Étiquette | Qualité |
| ---------------------------------------- | ------- | -------- | --------- | ------- |
|                                          |         |          |           |         |
| Les données manquantes sont à compléter. |         |          |           |         |

### Hameaux
Ghorio di Roccaforte.

### Communes limitrophes
Bagaladi, Cardeto, Condofuri, Roghudi, San Lorenzo, Santo Stefano in Aspromonte, Scilla, Sinopoli.